# Богословское-на-Могильцах

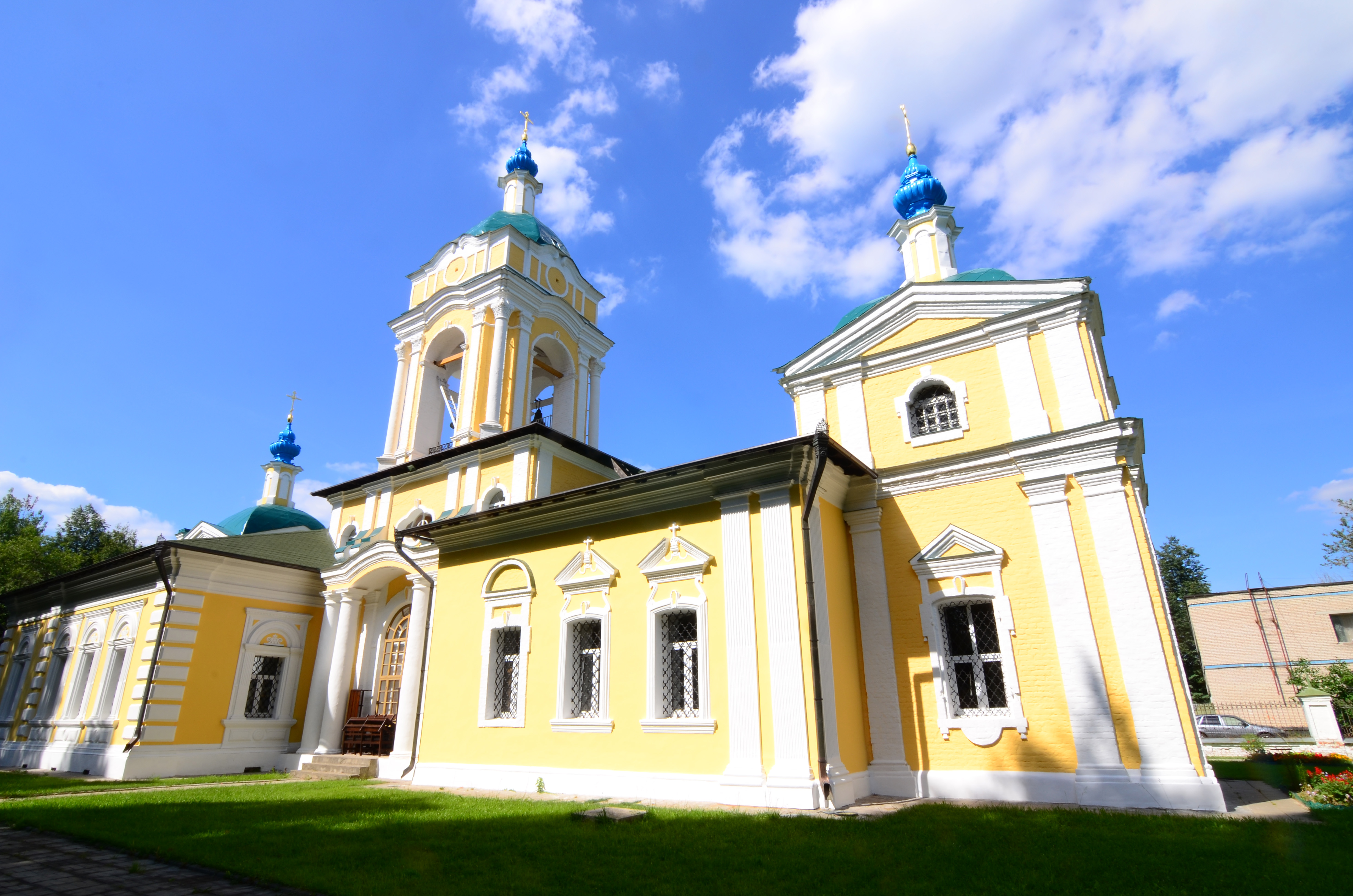
Церковь Иоанна Богослова в Могильцах

«Богословское-на-Могильцах» — утраченная подмосковная усадьба князя Г. П. Гагарина.
В документе 1589 года упоминается деревня Фомкино. В 1670 году Фомкино из Дворцового ведомства продано князю Ивану Наумовичу Приимкову-Ростовскому; в ней была построена деревянная церковь, по которой село стало называться Богословское. Через девять лет церковь была перевезена в соседнюю вотчину — Могильцы, которые стали называться Богословским-на-Могильцах. 
От князя Никиты Ростовского село в 1732 году перешло к его сестре Елене Ладыженской с сыном Василием Юрьевичем и их родственникам. В 1762 году зафиксирована продажа половины села Фомкино, Богословское тож, вместе с сельцом Могилицы, Аполлонова Гора тож правнуком князя Никиты Ростовского — Аполлоном Васильевичем Ладыженским коллежскому советнику, служившему в Коммерц-коллегии, Пётру Максимовичу Щербачеву. При нём был построен деревянный усадебный дом, каменная церковь, разбит парк, выкопаны пруды.
В 1780 году усадьба уже принадлежит президенту Коммерц-коллегии Г. П. Гагарину. В описи этого времени указывалось: «На суходоле, при вырытых прудах, церковь с колокольнею каменная об одном этаже во имя святого апостола и евангелиста Иоанна Богослова с приделом святого Дмитрия митрополита Ростовского. Дом господский деревянный об одном этаже. При оном зверинец, в котором находятся олени; ветреная мучная мельница о двух постовах по ветхости без действия…».
Известно, что император Павел I останавливался здесь по пути с богомолья из Троице-Сергиевой Лавры.
Последним владельцем имения был сын Гавриила Петровича — Павел, после смерти которого во второй половине XIX века село перешло в государственное ведомство, а усадьба стала приходить в упадок, пока её владельцем в 1890-х годах не стал купец соседнего села Талицы Василий Петрович Аигин.
В 1945 году часть села была передана Всесоюзному радиокомитету для строительства пионерского лагеря. В начале 1970-х годов на территории Богословского-Могильцы был построен Дом творчества Гостелерадио СССР. В это время были снесены оставшиеся в селе избы, а рядом с церковью был построен пятиэтажный дом, двор которого пришёлся на территорию бывшего церковного кладбища.
Ныне здесь располагается Софринский оздоровительный комплекс; от усадьбы осталась только церковь Иоанна Богослова.